# منزل الآنسة بيرغرين للأطفال المميزين
دارالآنسة بيرغرين للأطفال المميزين (بالإنجليزية: Miss Peregrine's Home for Peculiar Children) هي الرواية الأولى للكاتب رانسوم ريقز. تحكي الرواية قصة صبي يتتبع أدلة توصله إلى ميتم مهجور في جزيرة ويلز بعد مأساة مرعبة أصابت عائلته. تحكى الرواية بمزيج من الصور السردية والعامّية جمعت من المحفوظات الشخصية لهواة جمعٍ أحصاهم الكاتب في قائمة.